# Manuel Cardoso (componist)
Manuel Cardoso (11 december 1566 – 24 november 1650) was een Portugees componist.
Hij was een leerling van Manoel Mendes. Vanaf 1580 werkte hij waarschijnlijk in de Vila Viçosa voor de zevende hertog van Bragança, Dom Theodosio II. Deze was de vader van João, de achtste hertog die in 1640 de opstand tegen het Spaanse bewind zou voeren en als João IV koning zou worden van het opnieuw onafhankelijke Portugal. Manuel en João waren jarenlang goede vrienden, en waarschijnlijk is Manuel ook de muziekleraar van João geweest. João had zelfs een portret van Mendes in zijn muziekbibliotheek.
In 1584 voltooide Manuel zijn opleiding aan het college van Evóra en het volgende jaar trad hij toe tot het klooster van de Karmelieten in Lissabon, waar hij 62 jaar zou blijven. Hij genoot veel aanzien zowel vanwege zijn devotie als zijn muzikale talenten. In 1625 verscheen een eerste volume met werken van zijn hand, opgedragen aan João. Het bevatte een aantal motetten in navolging van Palestrina, maar ook een missa Tui sunt coeli. Cardoso schrijft in een geheel eigen harmonisch idioom dat hij vloeiend in zijn polyfone stukken weet te vlechten. Hoewel de tekst tui sunt coeli onderdeel is van een psalm die gebruikt werd voor het offertorium van de kerstmis, is het motief van de mis geen bekende melodie uit de liturgische gezangen. In 1648 verscheen zijn boek getiteld Livro de vários motetes met onder andere het prachtige Amen, dico vobis met zijn subtiele gebruik van chromatiek.
- Biblioteca Nacional de España: XX913649
- Bibliothèque nationale de France: cb13949230m (data)
- Gemeinsame Normdatei: 118870319
- International Standard Name Identifier: 0000 0001 0899 3906
- Library of Congress Control Number: n84143216
- Nationale Bibliotheek van Letland: 000340020
- MusicBrainz: 9e5e3cdd-f1c4-438a-884e-ffefce8f5a8d
- Nationale Bibliotheek van Tsjechië: pna20211130583
- Nationale Bibliotheek van Israël: 987007284197205171
- Nederlandse Thesaurus van Auteursnamen: 069981078
- Système universitaire de documentation: 120183781
- Virtual International Authority File: 49413763
- WorldCat: E39PBJjhxx6RRdFm7CDT4Dw9jC